# Cohors I Flavia Civium Romanorum (Syria)
Die Cohors I Flavia Civium Romanorum [equitata] (deutsch 1. Kohorte die Flavische der römischen Bürger [teilberitten]) war eine römische Auxiliareinheit. Sie ist durch Militärdiplome und Inschriften belegt.

## Namensbestandteile
- Flavia: die Flavische. Die Ehrenbezeichnung bezieht sich auf die flavischen Kaiser Vespasian, Titus oder Domitian.

- Civium Romanorum: der römischen Bürger. Die Soldaten der Kohorte wurden bei Aufstellung der Einheit aus römischen Bürgern rekrutiert.

- equitata: teilberitten. Die Einheit war ein gemischter Verband aus Infanterie und Kavallerie.

Da es keine Hinweise auf den Namenszusatz milliaria (1000 Mann) gibt, war die Einheit eine Cohors (quingenaria) equitata. Die Sollstärke der Kohorte lag bei 600 Mann (480 Mann Infanterie und 120 Reiter), bestehend aus 6 Centurien Infanterie mit jeweils 80 Mann sowie 4 Turmae Kavallerie mit jeweils 30 Reitern.

## Geschichte
Die Kohorte war in der Provinz Syria stationiert. Sie ist auf Militärdiplomen für die Jahre 88 bis 153 n. Chr. aufgeführt.
Der erste Nachweis der Einheit in der Provinz Syria beruht auf einem Diplom, das auf 88 datiert ist. In dem Diplom wird die Kohorte als Teil der Truppen (siehe Römische Streitkräfte in Syria) aufgeführt, die in der Provinz stationiert waren. Ein weiteres Diplom, das auf 153 datiert ist, belegt die Einheit in derselben Provinz.
Vermutlich aufgrund des Bar-Kochba-Aufstands um 132/135 wurde eine Vexillation der Kohorte in die Provinz Syria Palaestina verlegt. Sie verblieb nach Beendigung des Aufstands in Syria Palaestina und wurde dort zu einer vollständigen, gleichnamigen Kohorte ergänzt.
Eine Vexillation der Einheit nahm am Partherkrieg des Lucius Verus (161–166) teil. Sie wird in der Inschrift (CIL 3, 600) als Teil der Einheiten aufgelistet, die unter der Leitung von Marcus Valerius Lollianus standen. In der Inschrift steht, dass Lollianus Kommandeur in Mesopotamia über Abteilungen ausgewählter Reiter der Alen […] und der Kohorten gewesen ist.

## Standorte
Standorte der Kohorte sind nicht bekannt.

## Angehörige der Kohorte
Folgende Angehörige der Kohorte sind bekannt:

### Kommandeure
- L(ucius) Clausius Marcus, ein Tribun (AE 1985, 415)
- Ti(berius) Claudius Helvius Secundus, ein Präfekt (AE 1925, 44)

## Weitere Kohorten mit der BezeichnungCohors I Flavia Civium Romanorum
Es gab noch eine weitere Kohorte mit dieser Bezeichnung, die Cohors I Flavia Civium Romanorum (Syria Palaestina). Sie ist durch Militärdiplome von 139 bis 160 belegt und war in der Provinz Syria Palaestina stationiert.